# Liste der denkmalgeschützten Objekte in Hart im Zillertal
Die Liste der denkmalgeschützten Objekte in Hart im Zillertal enthält die 10 denkmalgeschützten, unbeweglichen Objekte der Tiroler Gemeinde Hart im Zillertal.

## Denkmäler
| Foto |                 | Denkmal                                                                                                   | Standort                                   | Beschreibung | Metadaten |
| ---- | --------------- | --- | ------------------------------------------ | --- | --- |
| ja   | Datei hochladen | Ematkapelle/Kapelle hl. Ulrich HERIS-ID: 81145 Objekt-ID: 94907 TKK: 15101                                | bei Helfenstein 65 Standort KG: Hart       | Die gemauerte, einjochige Kapelle über rechteckigem Grundriss mit Satteldach wurde 1975 errichtet. Die Giebelflächen sind senkrecht verbrettert. Das Innere weist ein holzverschaltes Flachtonnengewölbe auf. | BDA-Hist.: Q38175199 Status: § 2a Stand der BDA-Liste: 2025-06-30 Name: Ematkapelle/Kapelle hl. Ulrich GstNr.: 2085 Ematkapelle                                                                |
| ja   | Datei hochladen | Wegkreuz Leich HERIS-ID: 81151 Objekt-ID: 94913 TKK: 15108                                                | bei Helfensteinstraße 67 Standort KG: Hart | Das Wegkreuz im Kreuzkasten zeigt einen geschnitzten, polychrom gefassten, anatomisch gut durchgezeichneten Corpus im Dreinageltypus aus der Mitte des 19. Jahrhunderts. Das Haupt ist leicht zur Seite geneigt, das seitlich herabfallende Lendentuch ist einfach über einen Strick gewickelt, der Titulus einzeilig. | BDA-Hist.: Q38175218 Status: § 2a Stand der BDA-Liste: 2025-06-30 Name: Wegkreuz Leich GstNr.: 1841                                                                                            |
| ja   | Datei hochladen | Wallfahrtskirche Mariae Reinigung/Marienkapelle am Harterberg HERIS-ID: 81096 Objekt-ID: 94857 TKK: 15112 | südlich Kapellstraße 18 Standort KG: Hart  | Die barocke Wallfahrtskirche mit dreijochigem Langhaus und achteckigem Ostturm steht in Hanglage am Harterberg. Sie wurde von 1671 bis 1677 erbaut und 1845 erweitert. Der Hochaltar entstand um 1850; mehrere zum Teil wertvolle Votivbilder stammen noch aus dem 17. Jahrhundert. | BDA-Hist.: Q38175086 Status: § 2a Stand der BDA-Liste: 2025-06-30 Name: Wallfahrtskirche Mariae Reinigung/Marienkapelle am Harterberg GstNr.: .36 Wallfahrtskirche Mariae Reinigung            |
| ja   | Datei hochladen | Kruzifix neben der Wallfahrtskapelle Mariae Reinigung HERIS-ID: 81149 Objekt-ID: 94911 TKK: 15106         | südlich Kapellstraße 18 Standort KG: Hart  | Das Kreuz wurde 1949 zur Erinnerung an die Kriegsheimkehrer der Gemeinde Hart aus beiden Weltkriegen errichtet. Das Kruzifix mit Corpus im Dreinageltypus steht unter einem Baldachin mit Satteldach und verschaltem Giebelfeld, der auf vier Holzpfosten ruht. | BDA-Hist.: Q38175207 Status: § 2a Stand der BDA-Liste: 2025-06-30 Name: Kruzifix neben der Wallfahrtskapelle Mariae Reinigung GstNr.: .36 Kruzifix neben der Wallfahrtskirche Mariae Reinigung |
| ja   | Datei hochladen | Friedhof mit Alter Friedhofskapelle HERIS-ID: 59681 Objekt-ID: 71185 TKK: 15433, 141684                   | gegenüber Kirchplatz 1 Standort KG: Hart   | Der quadratische Bau mit geschwungenem Giebel wurde um 1750 errichtet. Die enthaltene Kreuzgruppe und die Pietá stammen aus der ersten Hälfte des 19. Jahrhunderts. | BDA-Hist.: Q38088278 Status: § 2a Stand der BDA-Liste: 2025-06-30 Name: Friedhof mit Alter Friedhofskapelle GstNr.: 1803 Friedhof Hart im Zillertal                                            |
| ja   | Datei hochladen | Kath. Pfarrkirche hl. Bartholomäus HERIS-ID: 55420 Objekt-ID: 64069 TKK: 15432                            | gegenüber Kirchplatz 1 Standort KG: Hart   | Die Kirche wurde 1486 erstmals urkundlich erwähnt, ein romanischer Vorgängerbau geht ins 13./14. Jahrhundert zurück. 1734/1735 wurde die Kirche unter Mitverwendung der gotischen Chormauern neu gebaut. Der barocke Saalbau mit vierjochigem Langhaus und eingezogenem, einjochigem Chor weist einen geschweiften Fassadengiebel und rundbogige Fenster auf. Die Sonnenuhr an der Südseite stammt von 1734. Der Nordturm ist mit einem Zwiebelhelm und Architekturmalerei versehen. Der Innenraum wird von einer Stichkappentonne über flachen Diensten und Bandelwerkstuck überwölbt. Die Fresken wurden inschriftlich 1735 von Anton Kirchebner geschaffen. | BDA-Hist.: Q20754103 Status: § 2a Stand der BDA-Liste: 2025-06-30 Name: Kath. Pfarrkirche hl. Bartholomäus GstNr.: 1803 Pfarrkirche hl. Bartholomäus, Hart im Zillertal                        |
| ja   | Datei hochladen | Widum HERIS-ID: 55421 Objekt-ID: 64070 TKK: 15434                                                         | Kirchplatz 2 Standort KG: Hart             | Das Widum in Hart im Zillertal, ein quadratischer Bau mit Satteldach, stammt aus dem Beginn des 19. Jahrhunderts. | BDA-Hist.: Q38065438 Status: § 2a Stand der BDA-Liste: 2025-06-30 Name: Widum GstNr.: .97 Widum Hart im Zillertal                                                                              |
| ja   | Datei hochladen | Wohnhaus, ehem. Mesnerhaus HERIS-ID: 55418 Objekt-ID: 64067 TKK: 115609                                   | Kirchplatz 4 Standort KG: Hart             | Das zweigeschoßige Mittelflurhaus mit einem Söller über zwei Seiten in beiden Geschoßen diente früher als Mesnerhaus. | BDA-Hist.: Q38065419 Status: § 2a Stand der BDA-Liste: 2025-06-30 Name: Wohnhaus, ehem. Mesnerhaus GstNr.: .96 Mesnerhaus Hart im Zillertal                                                    |
| ja   | Datei hochladen | Helfensteinkapelle HERIS-ID: 81143 Objekt-ID: 94905 TKK: 15098                                            | gegenüber Lindenweg 81 Standort KG: Hart   | Die Helfensteinkapelle stammt aus dem 18. Jahrhundert, eine darin befindliche Kreuzgruppe aus dem 17. Jahrhundert. | BDA-Hist.: Q38175193 Status: § 2a Stand der BDA-Liste: 2025-06-30 Name: Helfensteinkapelle GstNr.: .391 Helfensteinkapelle                                                                     |
| ja   | Datei hochladen | Wiedenkapelle/Ranhardkapelle HERIS-ID: 81142 Objekt-ID: 94904 TKK: 15097                                  | Standort KG: Hart                          | Die Ranhardkapelle, auch Wiedenkapelle genannt, ist eine offene Wegkapelle. Sie stammt aus dem 18. Jahrhundert, ebenso das Kruzifix und die beiden auf Holz gemalten Heiligenfiguren Maria und Johannes. | BDA-Hist.: Q38175184 Status: § 2a Stand der BDA-Liste: 2025-06-30 Name: Wiedenkapelle/Ranhardkapelle GstNr.: 2092 Ranhardkapelle                                                               |